# Paweł Stroganow
Paweł Aleksandrowicz Stroganow (ros. Павел Александрович Строганов; ur. 18 czerwca 1774 w Paryżu, zm. 22 czerwca 1817 w pobliżu Kopenhagi) – rosyjski dowódca wojskowy i polityk, generał dywizji. Podczas wojen napoleońskich dowodził 1 Dywizją Grenadierów i 2 Dywizją Piechoty Gwardii.
Syn barona Aleksandra i Jekateriny Trubeckiej. Dzieciństwo i młodość spędził w Paryżu. Podczas rewolucji był jakobinem, członkiem klubu "Przyjaciele Konstytucji". Od 1790 w Rosji. Był kornetem w pułku kawalerii. W 1805 towarzyszył carowi podczas bitwy pod Austerlitz. W 1807 brał udział w kampanii w Prusach. Uczestniczył w wojnie rosyjsko-szwedzkiej 1808-1809), m.in. w zajęciu Wysp Alandzkich. 1809-1811 był w Armii Dunajskiej, walczył z Turkami. W 1812 dowodził 1 Dywizją Grenadierów w bitwie pod Borodino, po której został generałem-lejtnantem. W 1813 wziął udział w bitwie pod Lipskiem, a w 1814 w walkach na terytorium Francji. Za zasługi wojenne otrzymał Order Świętego Aleksandra Newskiego, Order Świętego Jerzego II i III klasy, Order Świętego Włodzimierza II klasy, Order Świętej Anny I klasy z brylantami, pruski Order Świętego Jana Jerozolimskiego.
Jego jedyny syn zginął w bitwie pod Craonne w 1814.